# 利特爾布萊克冰原島峰
81°35′S 156°20′E / 81.583°S 156.333°E
利特爾布萊克冰原島峰（英語：Littleblack Nunataks）是南極洲的冰原島峰，位於奧次地，處於全黑冰原島峰東南面7公里，由新西蘭探險隊繪入地圖和命名，現時由南極條約體系管理。